# Empire (Califòrnia)
Empire és una concentració de població designada pel cens dels Estats Units a l'estat de Califòrnia. Segons el cens del 2007 tenia 4.436 habitants.

## Demografia
Segons el cens del 2000, Empire tenia 3.903 habitants, 1.160 habitatges, i 881 famílies. La densitat de població era de 953,8 habitants/km².
Dels 1.160 habitatges en un 39% hi vivien nens de menys de 18 anys, en un 52,6% hi vivien parelles casades, en un 16,3% dones solteres, i en un 24% no eren unitats familiars. En el 20,6% dels habitatges hi vivien persones soles el 9,1% de les quals corresponia a persones de 65 anys o més que vivien soles. El nombre mitjà de persones vivint en cada habitatge era de 3,3 i el nombre mitjà de persones que vivien en cada família era de 3,77.
Per edats la població es repartia de la següent manera: un 31,6% tenia menys de 18 anys, un 10,3% entre 18 i 24, un 27,4% entre 25 i 44, un 19,8% de 45 a 60 i un 10,9% 65 anys o més.
L'edat mediana era de 32 anys. Per cada 100 dones de 18 o més anys hi havia 89,5 homes.
La renda mediana per habitatge era de 27.500 $ i la renda mediana per família de 30.862 $. Els homes tenien una renda mediana de 28.814 $ mentre que les dones 22.750 $. La renda per capita de la població era de 12.133 $. Entorn del 16,5% de les famílies i el 21,8% de la població estaven per davall del llindar de pobresa.

## Poblacions més properes
El següent diagrama mostra les poblacions més properes.